# Krzysztof Wojciewski
Krzysztof Wojciewski (ur. 11 lutego 1943, zm. 31 maja 2019) – polski artysta fotograf, fotoreporter, fotosista. Członek rzeczywisty Okręgu Warszawskiego Związku Polskich Artystów Fotografików. Członek Stowarzyszenie Autorów ZAiKS. Członek Stowarzyszenia Dokumentalistów Droga.

## Życiorys
Krzysztof Wojciewski związany z warszawskim środowiskiem fotograficznym – mieszkał, pracował, tworzył w Warszawie. Miejsce szczególne w jego twórczości zajmowała fotografia ilustracyjna, fotografia portretowa (w dużej części fotografia ludzi związanych z polską kinematografią) oraz fotografia reportażowa – związana m.in. z tematyką kulturalną, obyczajową, społeczną. Fotografował od 1965 roku, od czasów studiów w ówczesnej Szkole Głównej Planowania i Statystyki w Warszawie – obecnej Szkole Głównej Handlowej. 
Zawodowo związany z fotografią reportażową od 1968 roku – wówczas (8 marca) był autorem fotoreportażu ze strajku studentów Uniwersytetu Warszawskiego. W czasie późniejszym był autorem wielu fotoreportaży, m.in. ze strajków studenckich w 1980 roku, był autorem fotoreportaży ze wszystkich pielgrzymek Jana Pawła II w Polsce, był autorem fotoreportażu z aksamitnej rewolucji w Pradze, w 1989 roku. Był autorem wielu fotoreportaży będących pokłosiem podróży m.in. do Chin, Japonii, Kostaryki, Libanu, Mongolii, Turcji, na Kubę. W latach 70. i 80. XX wieku był fotoreporterem tygodnika studenckiego itd, w latach 90. był fotoreporterem tygodnika Wprost. Współpracował z wieloma innymi polskimi czasopismami. 
Krzysztof Wojciewski był autorem wielu krajowych i międzynarodowych wystaw fotograficznych; indywidualnych, zbiorowych, pokonkursowych; w Polsce i za granicą (m.in. w Londynie, Moskwie, Pradze, Paryżu, Rydze). Był autorem wystaw fotograficznych, będących pokłosiem fotografowania na planach filmowych – m.in. Quo Vadis, Rewers, 1920 Bitwa Warszawska – prezentowanych w wielu miastach Polski i Europy. Wielokrotnie uczestniczył w ogólnopolskich konkursach fotografii prasowej, gdzie otrzymał wiele akceptacji, nagród i wyróżnień. Był trzykrotnym laureatem konkursu fotograficznego, organizowanego przez Telewizję Polską – na najlepszy fotoreportaż prasowy lat 80. XX wieku. Był laureatem Złotego Liścia w konkursie na najlepszy kalendarz Vidical 97. 
W 2001 roku został przyjęty w poczet członków rzeczywistych Okręgu Warszawskiego Związku Polskich Artystów Fotografików (legitymacja nr 801). W 2018 roku obchodził 50-lecie pracy twórczej, czego pokłosiem była wystawa retrospektywna w Galerii Test Mazowieckiego Instytutu Kultury – Bez retuszu. 
Krzysztof Wojciewski zmarł nagle 31 maja 2019, uroczystości pogrzebowe miały miejsce 6 czerwca 2019 w kościele św. Katarzyny w Warszawie.

## Publikacje (albumy)
- Quo Vadis – chwila i wieczność
- 1920 Bitwa Warszawska – dzieje bitwy – dzieje filmu

Źródło